# Chikkahullenahalli, Hosadurga
Chikkahullenahalli là một làng thuộc tehsil Hosadurga, huyện Chitradurga, bang Karnataka, Ấn Độ.